# Az Amerikai Virgin-szigetek a 2002. évi téli olimpiai játékokon
Az Amerikai Virgin-szigetek az egyesült államokbeli Salt Lake Cityben megrendezett 2002. évi téli olimpiai játékok egyik részt vevő nemzete volt. Az országot az olimpián 2 sportágban 8 sportoló képviselte, akik érmet nem szereztek.

## Bob
Férfi
| Versenyző                                                 | Versenyszám | 1. futam | 1. futam | 2. futam      | 2. futam      | 3. futam | 3. futam | 4. futam | 4. futam | Összesítés | Összesítés |
| Versenyző                                                 | Versenyszám | Idő      | Hely.    | Idő           | Hely.         | Idő      | Hely.    | Idő      | Hely.    | Idő        | Helyezés   |
| --------------------------------------------------------- | ----------- | -------- | -------- | ------------- | ------------- | -------- | -------- | -------- | -------- | ---------- | ---------- |
| Quinn Wheeler Zachary Zoller                              | Kettes      | 49,81    | 37.      | 49,76         | 36.           | 49,86    | 35.      | 50,01    | 37.      | 3:19,44    | 36.        |
| Keith Sudziarski Paul Zar Christian Brown Michael Savitch | Négyes      | 51,36    | 33.      | nem ért célba | nem ért célba | kiesett  | kiesett  | kiesett  | kiesett  | kiesett    | kiesett    |

## Szánkó
| Versenyző      | Versenyszám | 1. futam | 1. futam | 2. futam | 2. futam | 3. futam | 3. futam | 4. futam | 4. futam | Összesítés | Összesítés |
| Versenyző      | Versenyszám | Idő      | Hely.    | Idő      | Hely.    | Idő      | Hely.    | Idő      | Hely.    | Idő        | Helyezés   |
| -------------- | ----------- | -------- | -------- | -------- | -------- | -------- | -------- | -------- | -------- | ---------- | ---------- |
| Dinah Browne   | Női egyes   | 45,603   | 28.      | 44,585   | 27.      | 44,857   | 27.      | 44,700   | 27.      | 2:59,745   | 28.        |
| Anne Abernathy | Női egyes   | 44,491   | 24.      | 44,740   | 28.      | 44,619   | 26.      | 44,579   | 26.      | 2:58,429   | 26.        |